# Mikrobiota jelitowa

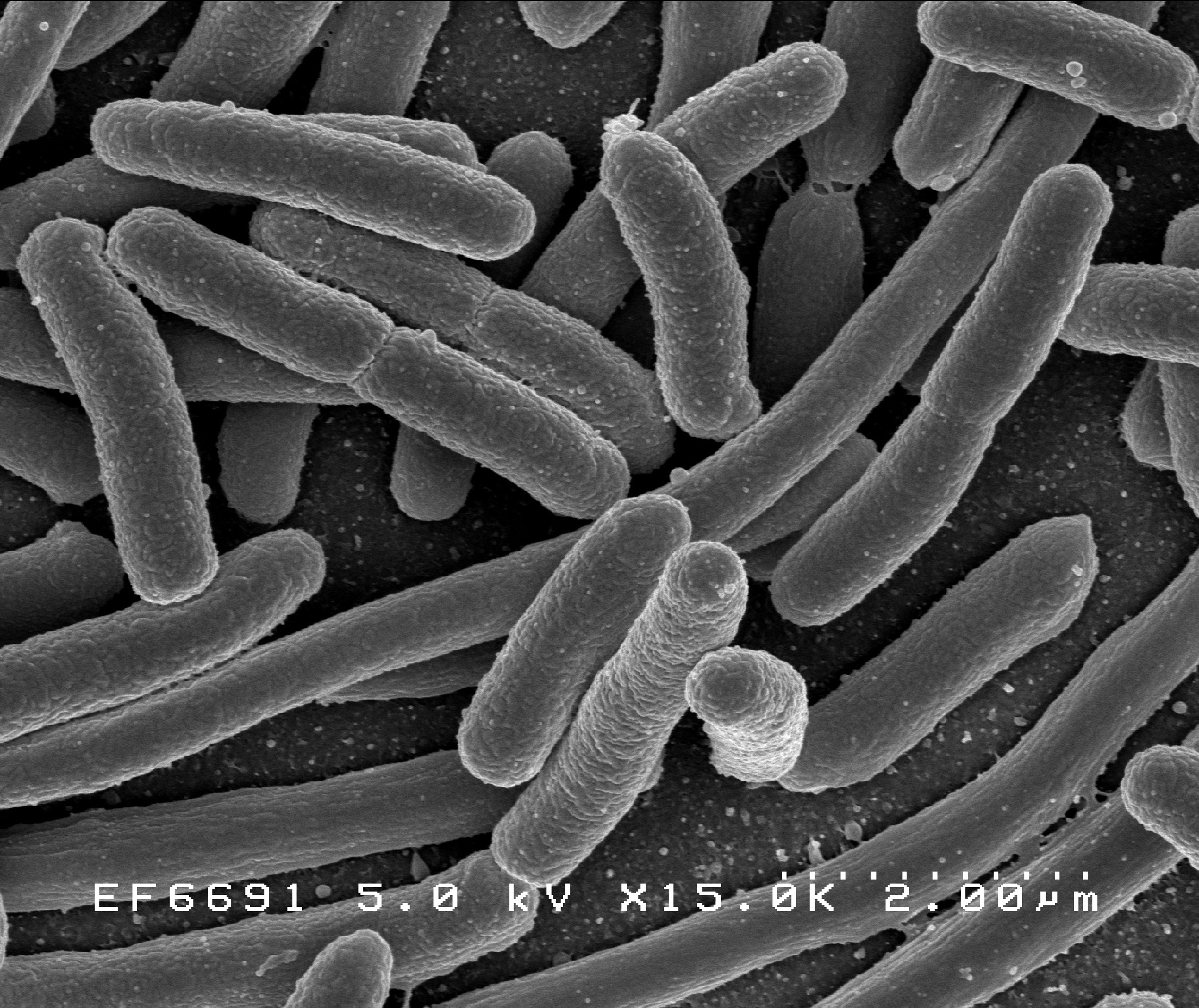
E. coli jeden z podstawowych gatunków bakterii wchodzących w skład bioty jelitowej

Mikrobiota jelitowa (tradycyjnie: mikroflora jelitowa, flora bakteryjna jelit) – zespół mikroorganizmów (mikrobiom), głównie bakterii, tworzący w układzie pokarmowym złożony ekosystem. U człowieka jeden z elementów jego bioty fizjologicznej.
W ludzkim przewodzie pokarmowym egzystuje ogromna liczba mikroorganizmów w ilości od 106 do 1012 w 1 g treści, w zależności od odcinka (jelito cienkie, jelito grube, odbytnica). Największą aktywność, liczebność i zróżnicowanie wykazuje mikrobiota zamieszkująca jelito grube. Szacuje się, że występuje tam od 500 do 1000 gatunków należących do 45 rodzajów i 17 rodzin drobnoustrojów, które stanowią do 60% suchej masy kału. Ze względu na charakter środowiska w którym żyją, bakterie te są bezwzględnie beztlenowe lub względnie beztlenowe, a przemiany metaboliczne z ich udziałem mają charakter procesów fermentacyjnych.
Ze względu na wyłączenie bakterii i grzybów z królestwa roślin, słowo flora (mikroflora) w odniesieniu do mikroorganizmów bywa zastępowane pojęciem biota (mikrobiota), zwłaszcza w literaturze anglojęzycznej (ang. microbiota) oraz mikrobiom. W skład mikrobioty wchodzą również wirusy i mikroorganizmy eukariotyczne.

## Znaczenie mikrobioty jelitowej u człowieka
Tradycyjnie szacowano, że ludzie żyją z liczbą komórek bakteryjnych dziesięciokrotnie przewyższającą liczbę komórek ludzkich. Nowsze szacunki jednak wskazują na najbardziej prawdopodobny stosunek wynoszący około 1:1.
Bakterie bioty jelitowej znajdują się przede wszystkim w jelicie grubym i stanowią do 80% masy kału. Około 300-1000 gatunków bakterii wchodzi w skład mikrobioty jelitowej, z czego najczęściej wymienia się ok. 500 gatunków. 800 gatunków bytuje w jelicie grubym. 30-40 gatunków składa się na 99% wszystkich bakterii mikrobioty jelitowej. Także grzyby i pierwotniaki wchodzą w skład mikrobioty jelitowej, lecz niewiele wiadomo o ich działaniach. Zsekwencjonowano w tym środowisku co najmniej 3,3 mln genów.
Relacje między gospodarzem a biotą bakteryjną nie polegają wyłącznie na komensalizmie, lecz są rodzajem korzystnej symbiozy. Mikroorganizmy spełniają wiele pożytecznych funkcji: fermentacja pewnych składników pokarmowych, stymulacja systemu odpornościowego w zwalczaniu drobnoustrojów chorobotwórczych, regulacja rozwoju jelit, produkcja witamin (biotyna i witamina K) i produkcja hormonów.
W pewnych warunkach niektóre gatunki mikrobioty bakteryjnej jelit mogą powodować stany chorobowe (zakażenie oportunistyczne) lub przyczyniać się do kancerogenezy.
Mikrobiom przewodu pokarmowego (regulowany przez skład diety i stan odżywienia) wpływa na utrzymywanie prawidłowego funkcjonowania mózgu.

## Drobnoustroje wchodzące w skład mikrobioty jelitowej człowieka
Tabela przedstawia przegląd niektórych grup drobnoustrojów wchodzących w skład mikrobioty jelitowej i ich zbadany wpływ na organizm człowieka.
| grupa bakterii         | wpływ korzystny                                       | wpływ korzystny | wpływ korzystny                                    | wpływ korzystny | wpływ niekorzystny      | wpływ niekorzystny                   | wpływ niekorzystny | wpływ niekorzystny |
| grupa bakterii         | Zwiększenia stopnia wykorzystania składników żywności | Synteza witamin | Hamowanie rozwoju patogenów i szkodliwych bakterii | Immunomodulacja | Patogen, toksynotwórczy | Enzymy fekalne, synteza karcynogenów | Produkcja H2S      | Gazowanie          |
| Bacteroides            | T                                                     | T               | T                                                  | T               | N                       | T                                    | N                  | T                  |
| Bifidobacterium        | T                                                     | T               | T                                                  | T               | N                       | N                                    | N                  | N                  |
| Eubacterium            | N                                                     | N               | T                                                  | N               | N                       | N                                    | N                  | T                  |
| Beztlenowe streptokoki | N                                                     | N               | T                                                  | N               | T                       | T                                    | N                  | N                  |
| Lactobacillus          | T                                                     | T               | T                                                  | T               | N                       | N                                    | N                  | N                  |
| Desulfurykatory        | N                                                     | N               | N                                                  | N               | N                       | N                                    | T                  | N                  |
| Escherischia coli      | N                                                     | N               | N                                                  | T               | T                       | T                                    | N                  | T                  |
| Enterobakterie         | N                                                     | N               | N                                                  | T               | T                       | N                                    | N                  | N                  |
| Clostridium            | N                                                     | N               | N                                                  | N               | T                       | N                                    | N                  | N                  |
| Staphylococcus         | N                                                     | N               | N                                                  | N               | T                       | N                                    | N                  | N                  |
| Vibrionaceae           | N                                                     | N               | N                                                  | N               | T                       | N                                    | N                  | N                  |
| Ps.aeruginosa          | N                                                     | N               | N                                                  | N               | T                       | N                                    | N                  | N                  |

Należy zwrócić uwagę na fakt, że dwa rodzaje bakterii, Bifidobacterium (występują w ilości około 1010 do 1011 na 1 g treści, głównie jelicie grubym) oraz Lactobacillus (108 do 1010 osobników na 1 g treści) mają wpływ korzystny, natomiast pozostałe grupy wpływają na organizm głównie niekorzystnie.

## Zmiany w składzie mikrobioty jelitowej u człowieka
U noworodków układ pokarmowy jest sterylny, ale wkrótce potem dochodzi do kolonizacji przez biotę bakteryjną. W późniejszym okresie, wraz ze starzeniem się, ogólna liczba drobnoustrojów nie podlega znaczącym zmianom, natomiast zwykle występuje istotna zmiana udziału poszczególnych grup. Obserwujemy narastanie liczby enterobakterii, Clostridium i enterokoków przy wyraźnym spadku liczby Lactobacillus i Bifidobacterium, które uznawane są za korzystne dla zdrowia. Jest to prawdopodobnie przyczyną m.in. zwiększenia częstości występowania zaparć u osób starszych.
Skład mikrobioty bakteryjnej jelit zmienia się pod wpływem szeregu różnych czynników, takich jak np.:
- pożywienie[9],
- hormony[9],
- środowisko[9],
- rodzaj porodu (drogami natury lub za pomocą cięcia cesarskiego),
- przyjmowanie antybiotyków i leków,
- wiek,
- stres,
- choroby.